# Nantua
Nantua je francouzská obec v departementu Ain v regionu Auvergne-Rhône-Alpes. V roce  2010 zde žilo 3 713 obyvatel. Je centrem arrondissementu Nantua.